# 駒井孝行
駒井 孝行（こまい たかゆき、1960年10月26日 - ）は、京都府京都市上京区出身の元ラグビー選手、ラグビー指導者である。現役時代のポジションはフランカー(FL)。

## 経歴
京都市立衣笠中学校、京都花園高校を経て法政大学ラグビー部でプレー。
1983年度関東大学リーグ戦グループベスト15に選出。
法政大学卒業後はヤクルトに入社。ヤクルトラグビー部では主将を務めた。
現役引退後は1993年株式会社ヤクルト本社ラグビー部監督に就任。その年の関東社会人ラグビー大会3部で優勝。
1995年には2部で優勝、2003年には1部準優勝。退任する2005年まで次々と戦績を築き上げた。
また1988年からは法政大学のラグビー部コーチとして指導に携わり、全国大学ラグビー選手権で優勝1回、準優勝1回と貢献。
2007年に 法政大学ラグビー部監督に就任。
監督退任後、2013年に帝京大学ラグビー部FWコーチに就任した。
2013年度～2016年度と前人未到の8連覇に貢献。
2017年4月よりキャノンイーグルスのスカウトマネージャーに就任。
2019年、関東ラグビーフットボール協会理事の職に就いている。
2020年、法政大学のラグビー部監督に再び就任した事が法政大学ラグビー部公式HP上で発表された。
2021年、関東大学ラグビーリーグ戦グループの理事長に就任した。

### 監督時代
2007年 法政大学ラグビー部監督に就任、関東大学リーグ戦第4位　全国大学選手権ベスト8　主将：和田耕二　主な卒業生竹中淳　北島大
2008年関東大学リーグ戦第2位　全国大学選手権ベスト4　主将：有田将太　主な卒業生　岸和田玲央　城戸雄生
2009年関東大学リーグ戦第3位　全国大学選手権ベスト8　主将：文字隆也　主な卒業生　日和佐篤　浅原拓真　宮本賢二

## 主な著作・監修
- 試合で大活躍できる!ラグビー必勝のコツ50　メイツ出版 (2010/03)